# Apodanthera scaberrima
Apodanthera scaberrima är en gurkväxtart som beskrevs av T. S. Brandegee. Apodanthera scaberrima ingår i släktet Apodanthera och familjen gurkväxter. Inga underarter finns listade i Catalogue of Life.